# صبار
الصبّار أو الصبير (الاسم العلمي: Cactus) اسم يطلق على أي نبات ينتمي إلى الفصيلة الصبارية. معظم أنواع الصبار تعيش في الظروف والبيئات الصحراوية، لهذا يضرب المثل بهذه النباتات في تحمل العطش والجفاف الذي قد يمتد لسنوات طويلة. ينتج بعض أنواعه ثماراً مثل التين الشوكي. وتنمو أزهار لبعض أنواعه.

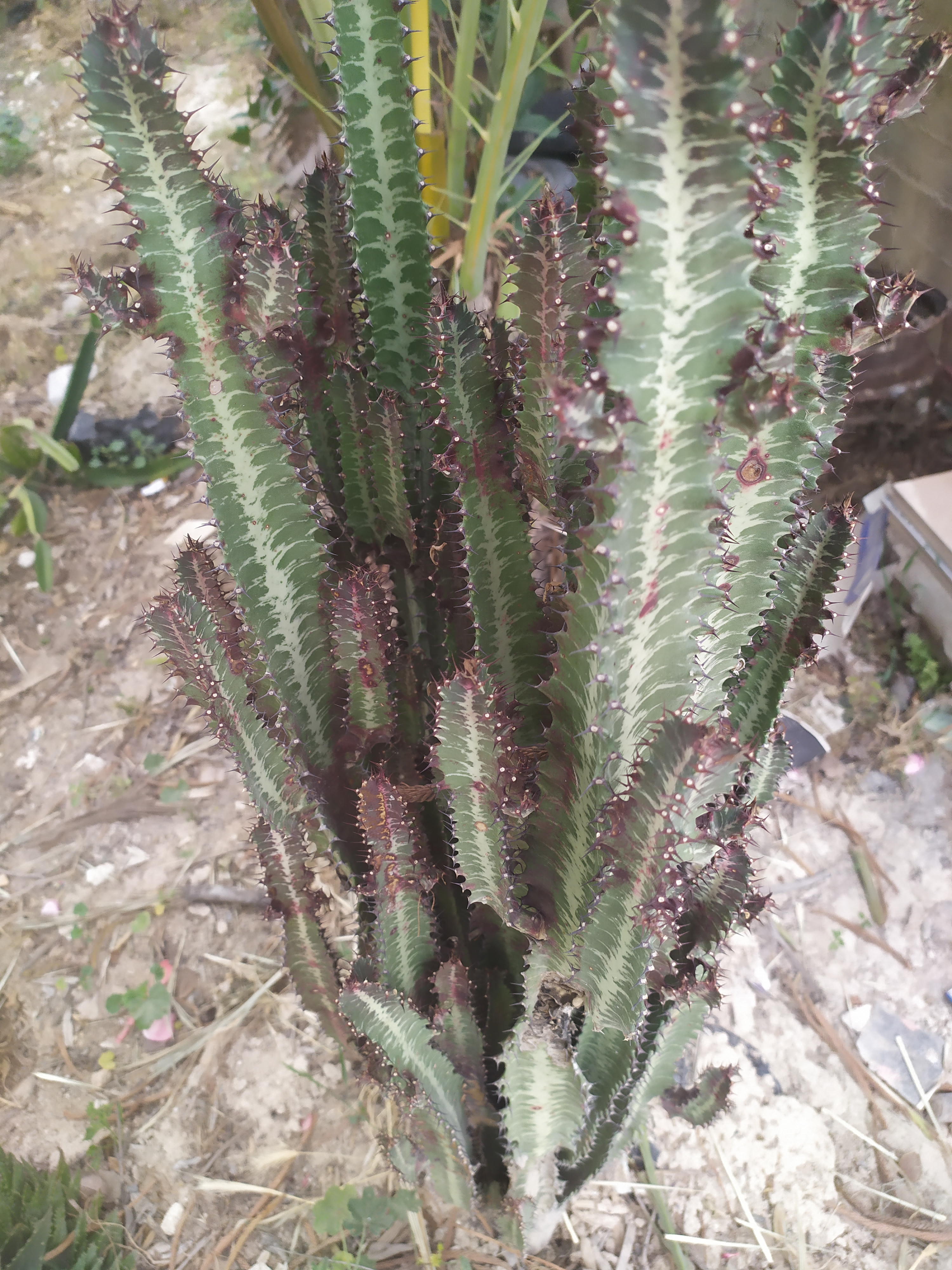
نبات صبار

تعيش بعض أنواع الطيور الصحراوية في الصبار وتعتبرهُ ملجأ آمناً من أعدائها.
وتنمو بعض أنواع الصبار لتصل إلى اِرتفاعات كبيرة. الصبار نبات شوكي مفيد للشعر والبشرة استخداماته عديدة يستخدم في بعض الكريمات والزيوت التجميلية للبشرة والشعر ويستخدم في تزيين الطرق، ويوجد بكثرة في الصحراء.
نبات الصبار هو أحد النباتات الدهنية ومنها ما يستخدم في طب الأعشاب منذ بدايات القرن الأول. مستخلص الصبار يستخدم في التجميل وصناعات الطب البديل وقد تم تسويقه كمادة مجددة، مرطبة ومداوية.
مع ذلك هنالك القليل من الأدلة العلمية عن فعالية أو أمان مستخلص الصبار سواء كمادة تجميلية أو طبية وأغلب الأدلة الإيجابية  المتوافرة عورضت بدراسات أخرى.

## الوصف النباتي
ينتمي الصبار إلى الفصيلة الصبارية. هو من النباتات عديمة الساق أو ذات الساق القصير وتنمو بطول 60-100 سم. أوراق النبات عريضة، دهنية ذات لون أخضر-أخضر مائل لرمادي مع وجود بعض الاختلافات إذ تظهر نقط بيضاء على الجزء العلوي والسفلي لسطح الساق. حافة الورق مسننة ذات أسنان بيضاء وتزدهر نبتة الصبّار بالصيف حيث تظهر الزهور على الشوك بشكل متدلٍ بطول لا يتجاوز90 سم أي ما يعادل(35 إنش) كل زهرة منها لها بتلات صفراء بطول 2-3 سم وذلك يعادل( 0.8 - 1.2 إنش).

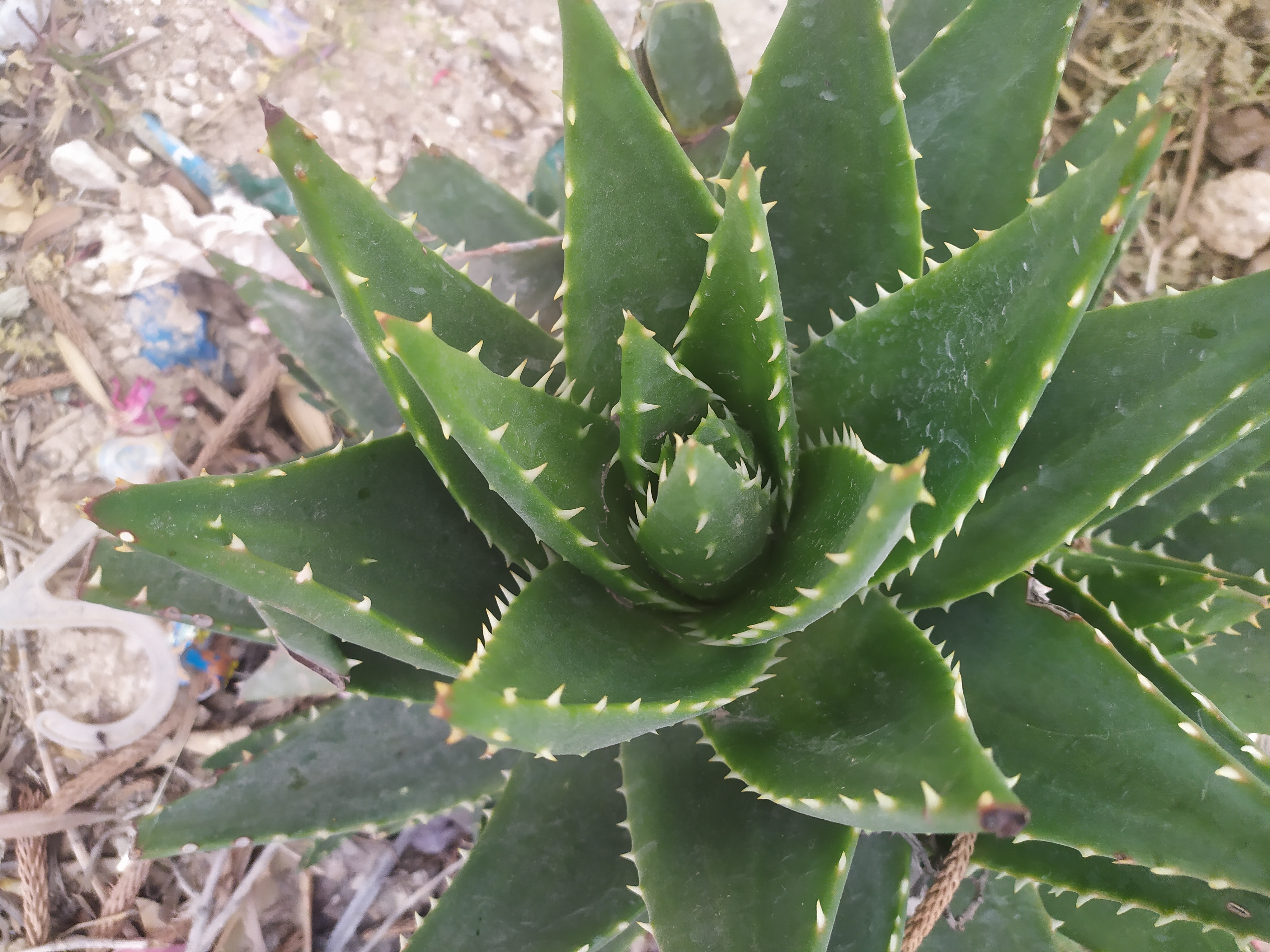
نبات صبار شوكي

تحتوي أوراق نبات الصبار على مواد كيميائية ذات أثر طبي، مثل عديد المناس، المناس المرتبط بمجموعة الأستايل، الأنثرونز, أنثراكوينونز مثل الإيمودين، أنثركوينات جلاكوسيدية، أنواع مختلفة من الليكتينز.

## الانتشار
التوزع الطبيعي لنبتة الصبار غير واضح، فهذا الصنف تم زراعته في مختلف أرجاء العالم. منشأها الطبيعي هو النصف الجنوبي من فنزويلا وصولا إلى شمال أفريقيا (المغرب، موريتانيا، مصر) وتوجد كذلك في السودان والمناطق المجاورة على طول جزر الكناري، الرأس الأخضر وجزر ماديريا.. هذا التوزع أشبه بنبات الشرذف، نبات الفستق ونباتات أخرى ولكن انتشار هذه النباتات قل بشكل كبير بسبب التصحر مما جعل انتشار هذه النباتات يبدو ضمن مجموعات منعزلة. حيث يمكن أن نجد نوعين من الصبار المتقاربين في الخصائص (أو ربما المتماثلين في الخصائص) على طرفين بعيدين من الصحراء الكبرى، مثال على ذلك نبتة شجرة التنين ونبتة شجرة الهاوس لييك houseleek باعتبارهما أكثر الأمثلة انتشارًا.
وصل النبات إلى الصين ومختلف أجزاء أوروبا الشمالية في القرن السابع عشر. \زراعته في أستراليا، الباربادوس، نيجيريا، المكسيك، برغواي وبعض الولايات المتحدة مثل فلوريدا، اريزونا وتكساس. التوزع الحقيقي للصبار نتج عن زراعة الإنسان له.

## الزراعة

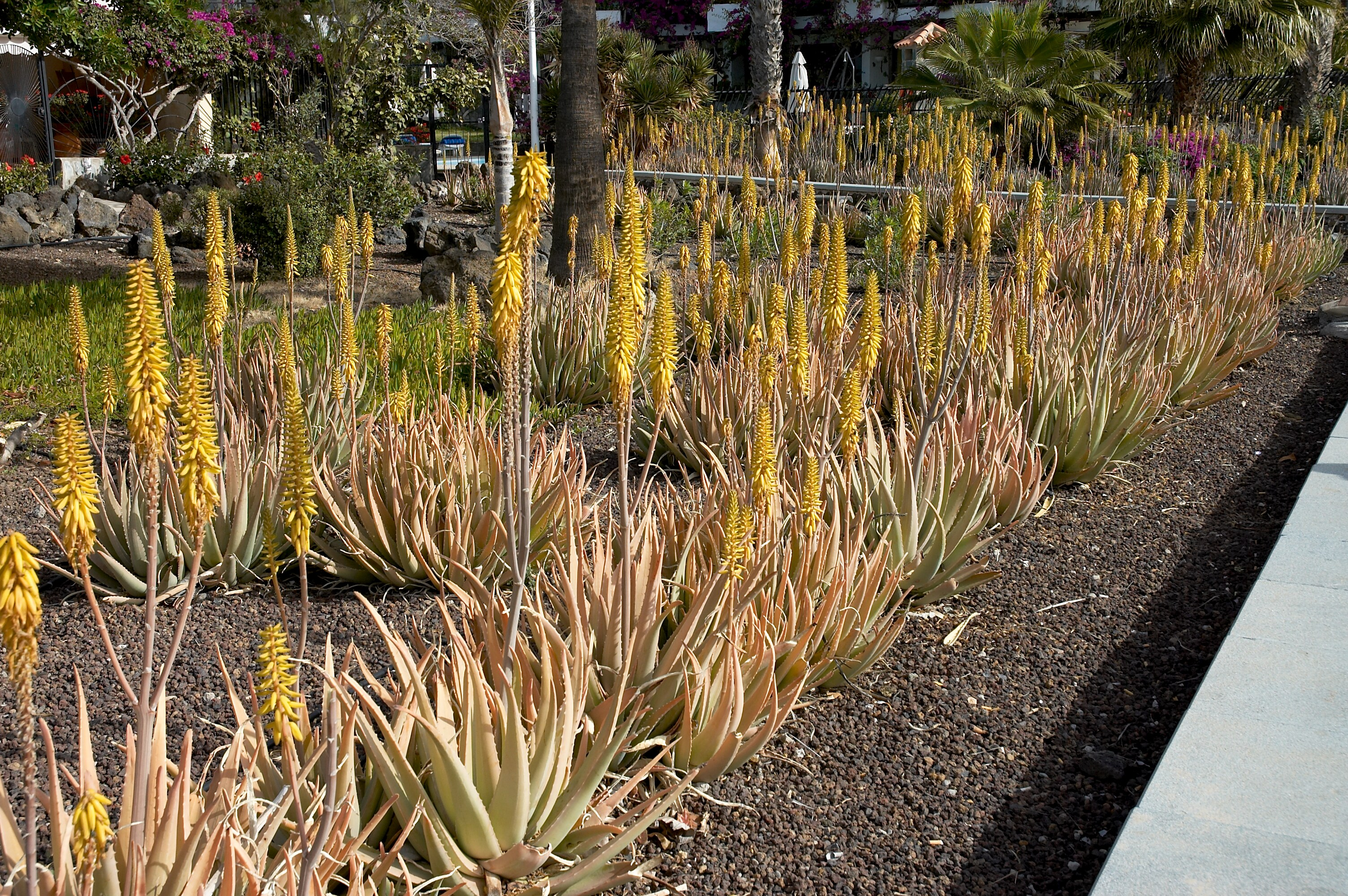
يمكن زراعة الصبار كنبات زينة

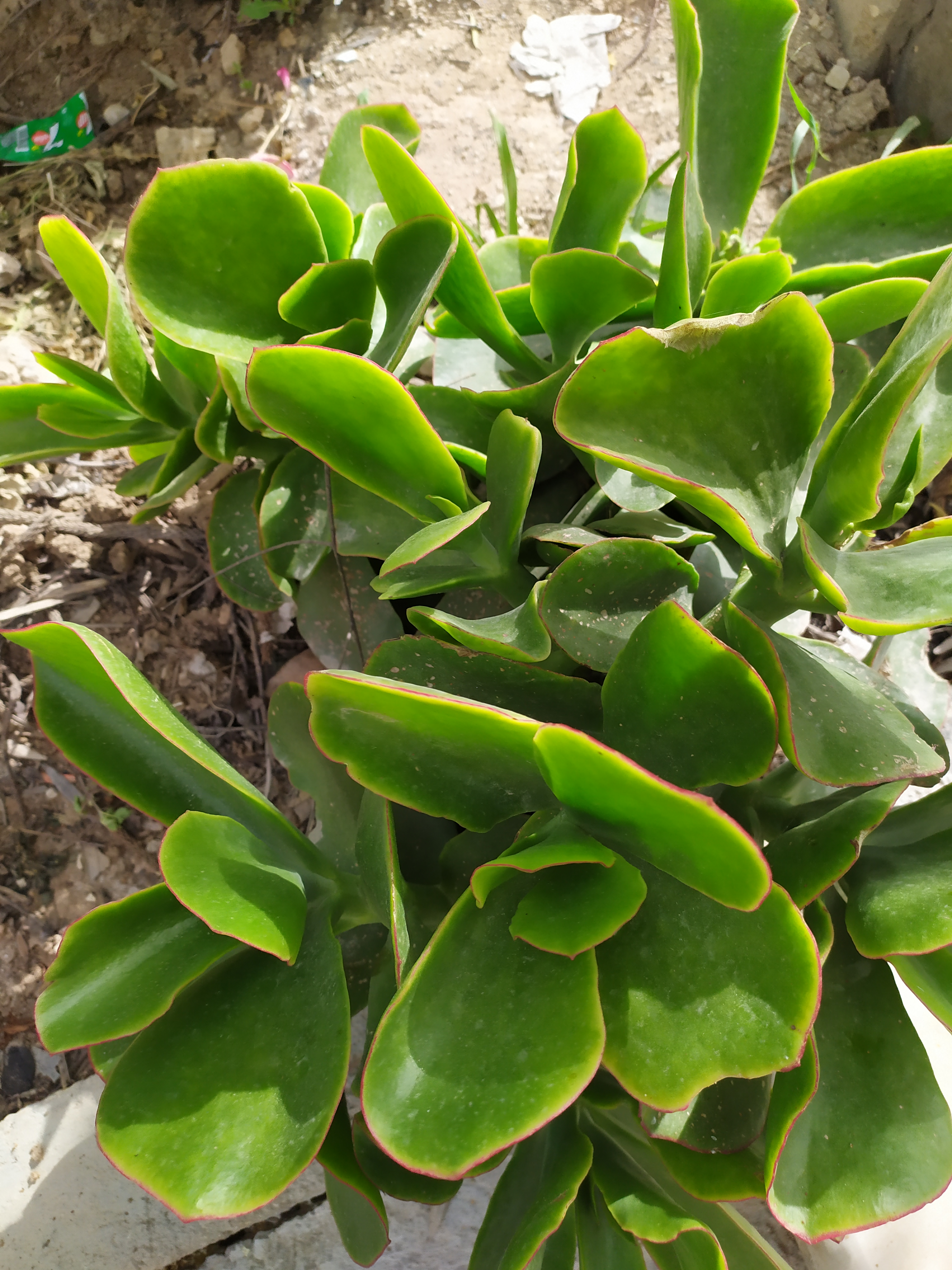
نبات صبار زينة

نبات الصبار عادة ما يزرع كنبات زينة، هذا الصنف معروف عند البستانيين كنبات طبي يمتاز بزهوره وعصاريته، هذه العصارة تجعل من نبات الصبار قادراً على النجاة والعيش في المناطق ذات مستوى الأمطار المتدنية مما يجعله مثاليا للحدائق الوعرة وتلك ذات مستوى مياه منخفض ، كما أنها تنمو على درجة حرارة تزيد عن 12.5 و لاتقل عن -12.2 سيلسيوس أي أنها لا تتحمل الثلج والصقيع.
تعتبر نبتة الصبار مقاومة لمعظم الحشرات الضارة بالرغم من ذلك فإن العناكب، البق والمن «آكلة الورق» تؤدي إلى تدني صحة النبات. و البيئة المثالية لنمو الصبار هي البيئة الجافة، الرملية والغنية بحرارة الشمس على الرغم من ذلك فإن النبات قد يتعرض للحرق إذا تعرض لكمية كبيرة من أشعة الشمس والذبول إذا لم يجف عنه ماء المطر. استخدام مزيج من الصبار والعصارة الصباريّة ذو جودة عالية قد يساهم في حل مشكلة الجفاف. يفضل زراعته في أواني فخارية لأنها تمتاز بوجود ثقوب  إذ يفضل أن يجف النبات كليا قبل إعادة ريِّه مرة أخرى، عندما تزرع في القوارير فإنها عادة ما تصبح مزدحمة بأشتال تظهر من النبتة الأم وهذه الأشتال يجب أن تفصل وتنقل إلى قوارير أخرى حتى تفسح المجال لمزيد من النمو وتمنع تفشي الأوبئة.
خلال الشتاء تكون نبتة الصبار خاملة لذلك في المناطق التي ينتشر فيها الصقيع والثلج يفضل إبقاء النبتة في الداخل أو في بيوت زجاجية. إنتاج نبات الصبار بكميات كبيرة عن طريق زراعة واسعة له ليتم استخدامها لاحقًا في الصناعات التجميلية تتم في دول مثل أستراليا, بنغلاديش، كوبا, جمهورية الدومينيكان، الصين، المكسيك, الهند, جامايكا, كينيا، تنزانيا وجنوب أفريقيا, والولايات المتحدة الأمريكية كذلك.
حصلت هذه النبتة على جائزة الاستحقاق البستاني من قبل الجمعية الملكية للبستنة في بريطانيا. فلسطين قرية نعلين بها خبراء بهذا المجال أيضا ويعد من أفضل أنواع الصبار الموجود.

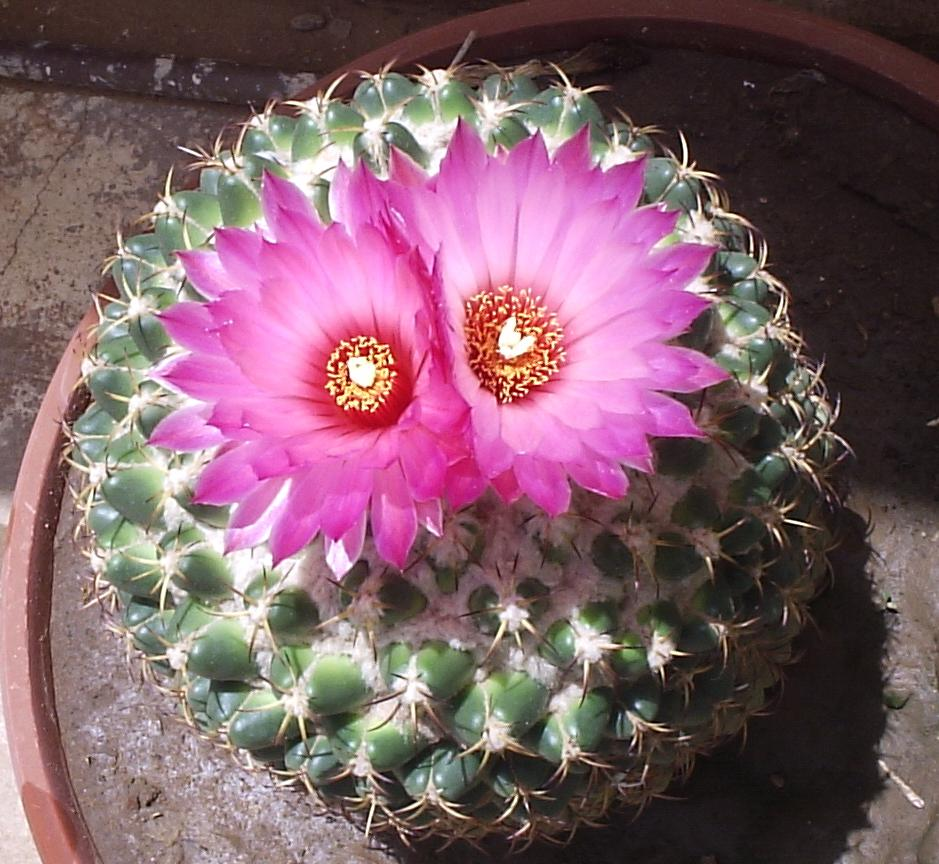
الصبار - صورة من السودان

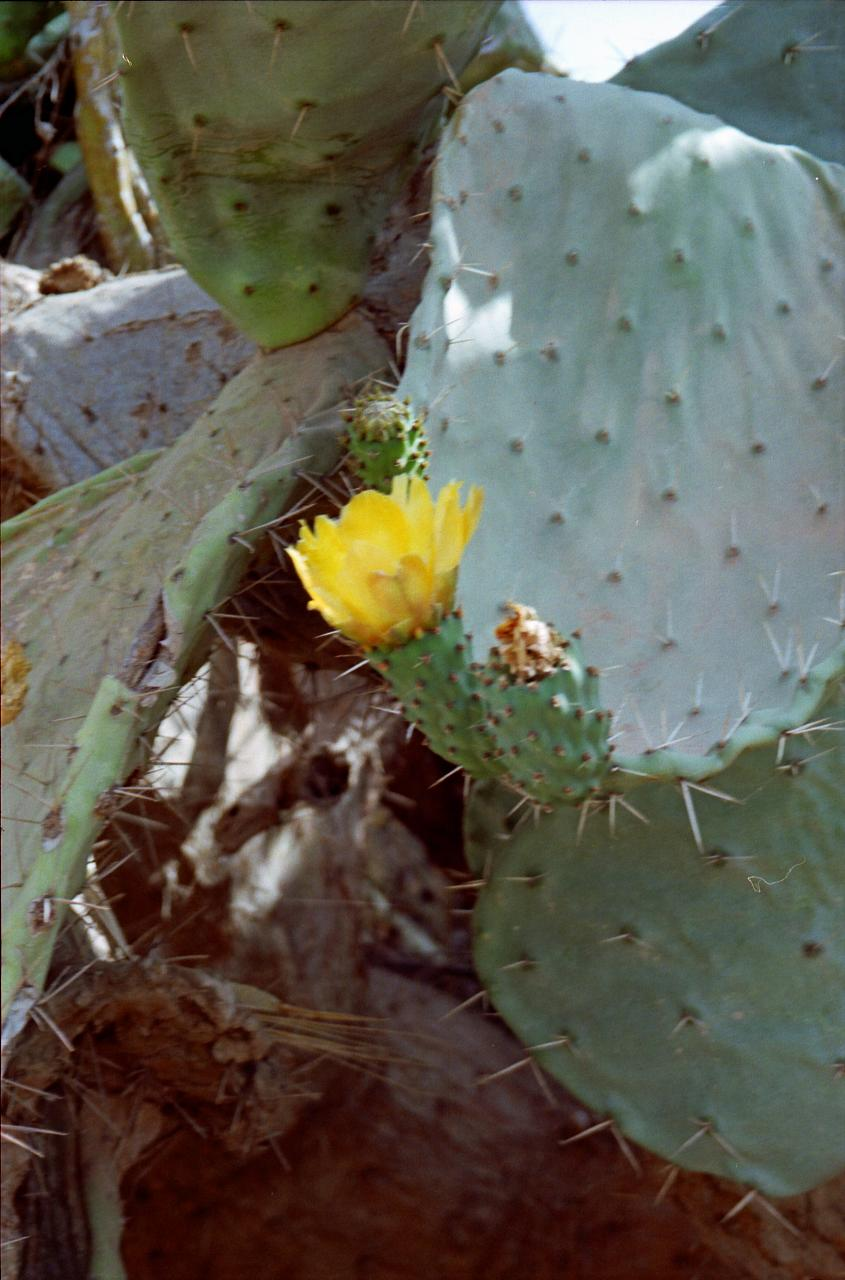
صبار ذو زهرة صفراء من المغرب

## التصنيف
تنقسم الفصيلة الصبارية -حسب تصنيف ال(ICSG)- إلى أربع أُسَر هي:
- الصباراوات
  - الصباراوية
    - الضرعاء
    - الإسكوبارية

  - الشمعاوية
    - الشمعية

  - الأملوداوية
    - الأملودية
- الصبيراوات
  - الصبيراوية
    - الصبير
- الميهويناوات
  - الميهوين
- البيرسكياوات
  - البيرسكية

### أنواع وأجناس متعددة

#### التين الشوكي

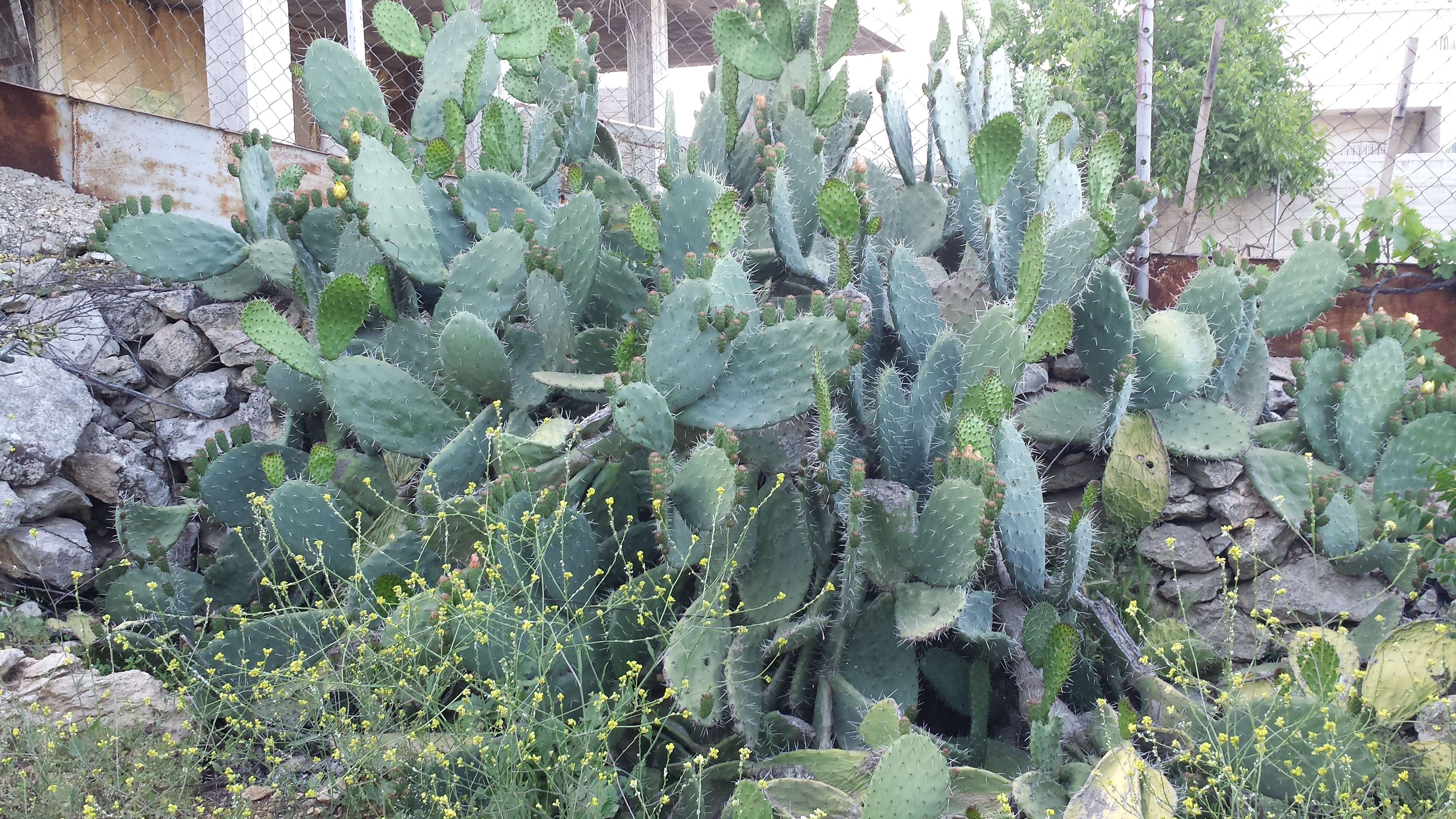
شجرة صبّار (تين شوكي) في فلسطين

التين الشوكي نوع من أنواع الصبار، وموطنهُ الأصلي دول أمريكا الجنوبية مثل الأرجنتين، وهو يزهر في الصيف وبطيء النمو لذلك هو مهدد بالانقراض.
والنباتات الصغيرة منه لا تتحمل أشعة الشمس المباشرة لفترة طويلة، ولكن بعد أن يصبح عمرهُ أكثر من سنة أو سنتين يحتاج إلى الشمس للتكاثر وللإزهار. كما يحتاج لتربة جيدة التهوية.

تين شوكي من فقوعة

الصبار نبات شوكي أوراقه التي نراها شوكية جدا. وتسمى كل ورقة «لوح صبر» نظرا لثقلها فهي سميكة وكثيفة. للصبر ثمار تؤكل في الصيف وهي لذيذة الطعم وان كان تقشير هذه الثمار يتطلب الكثير من الحذر نظرا لكون الثمار شوكية أيضا وشوك الصبر صغير جدا ولا يكاد يرى بالعين المجردة ويلقط بسرعة بالجلد.

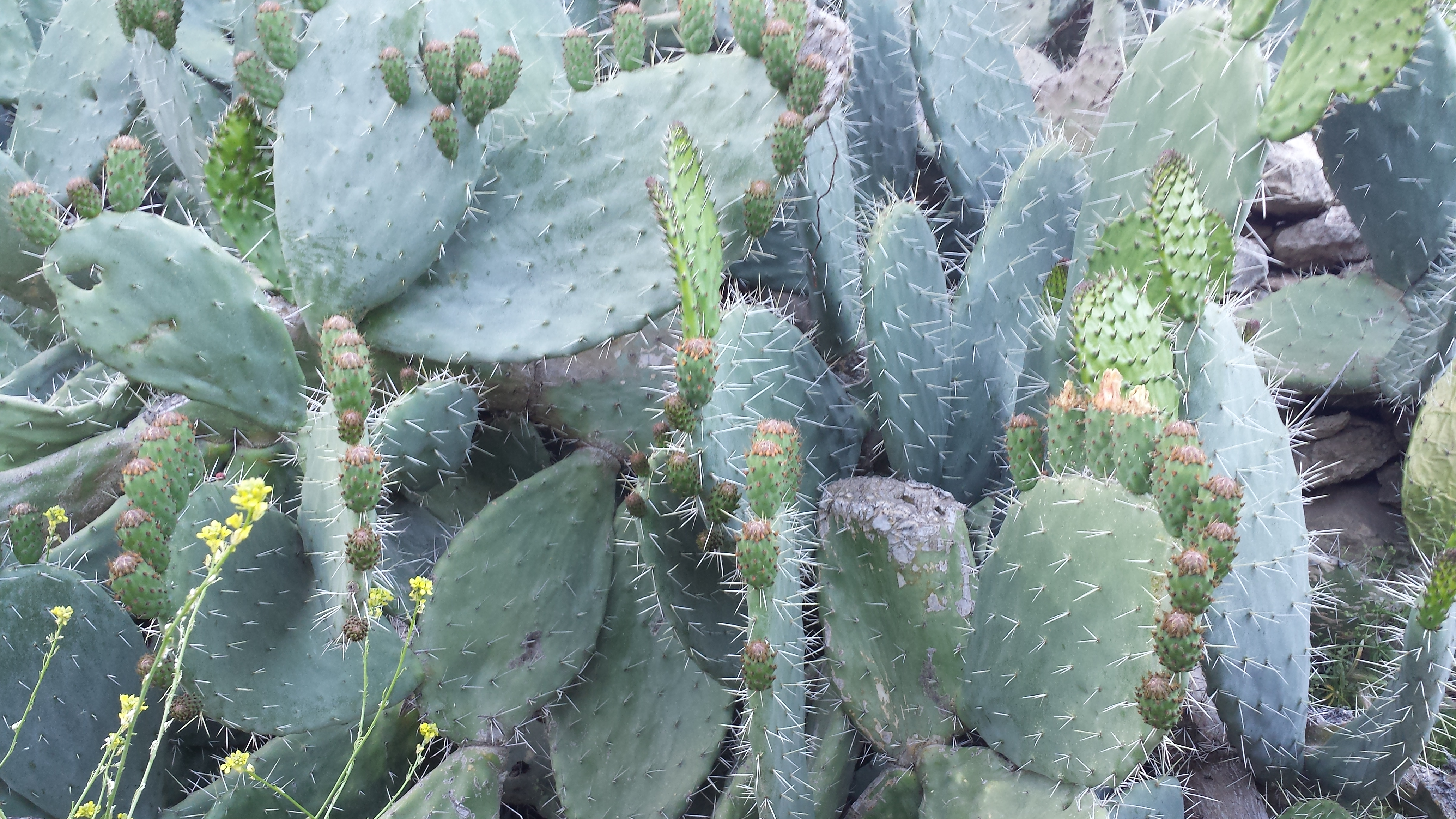
ثمار التين الشوكي في فلسطين

تسمى ثمرة تين شوكي (صبر) تسمى كوز صبر وهنا تبدو كما نراها قبل قطفها. لب الثمر حلو المذاق ولكن البذور بداخله كبيرة الحجم نسبياً.

#### السجوار

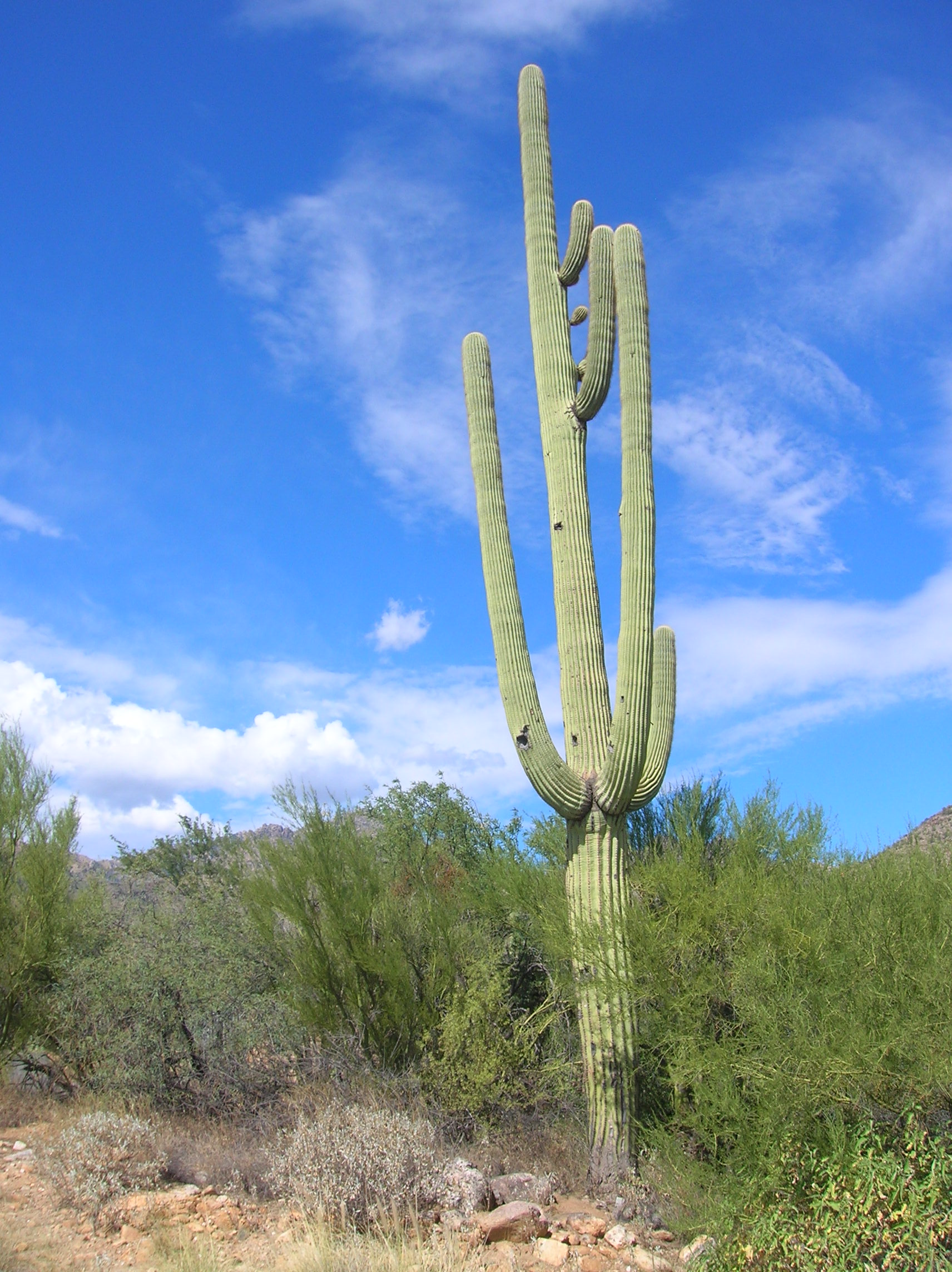
سجوار وبداخله اعشاش

انظر سجوار

#### الصبار النجمي
الصبار النجمي هو جنس نباتي يتبع فصيلة الصبارية من رتبة القرنفليات.

## الإستخدامات

### الأبحاث
الدلالات العلمية عن فعالية نبتة الصبار كمادة تجميلية أو علاجية محدودة وأغلبها متناقضة ، مع ذلك فأن الشركات المصنعة تتدعي إستخدامها كمادة مرطبة ومعالجة.
في عام 2009 ظهرت دراسات إن أخذ الصبار بشكل فموي من الممكن أن يكون فعالأً في خفض سكر الدم لدى مرضى السكري وكما قد يسهم في خفض مستوى الدهنيات في حالة ارتفاعها.
الاستخدام الموضعي للصبار لم يثبت فعاليته في الحماية من الضرر الإشعاعي نحتاج للمزيد من التجارب والمعلومات حتى نأكد فعالية هذه النبتة بشكل دقيق. إحدى البحوث وجدت أن نبات الصبار لم يثبت فعاليته في توفير حماية للبشرة ضد حروق الشمس 
في عام 2007 دراسة عن فعالية الصبار في علاج الحروق وكان ملخصها إن الصبار من الممكن أن يكون فعالا للاستخدام في حالات حروق الدرجة الأولى والدرجة الثانية ، و كما ان التطبيق الموضعي للصبار قد يكون فعالاً في علاج الهربس التناسلي والصدفية ، في عام 2014 اوجدت دراسة على ان الصبار غير مفيد في علاج التهاب الأوردة بعد الإبر الوريدية.
جل الصبار يستخدم تجارياً في الألبان،الشرابات وبعض الحلويات.
مع ذلك بعض الجرعات قد تكون سامة سواء طبقت موضعيا أو اخذت فمويا. و نفس الكلام ينطبق على عصارة الصبار التي تستخدم لعدة حالات تندرج من ارتفاع ضغط العين إلى التصلب المتعدد.

### المنتجات الغذائية
مادة الألوين الموجودة في عصارة الصبار كانت تستخدم كدواء بدون وصفة للامساك في الولايات المتحدة حتى عام 2002 عندما قامت المؤسسة العامة للغذاء والدواء بمنع استخدامه لان الشركات المصنعة لم تقم بتوفير معلومات عن آمانه. نبتة الصبار سامة مع العديد من الأعراض الجانبية سواء أخدت فمويا أو موضعياً. بالرغم من ذلك فان سميته تكون اقل عند ازالة مركب الالوين، نبتة الصبار التي تحتوي على كمية زائدة من الألوين تحفز الأغراض الجانبية 
دراسة قام بعملها البرنامج الوطني للسموم استغرقت عامين أثبتت بأن الاستهلاك الفموي لكامل ورقة الصبار له أثار مسرطنة على أنثى وذكر الفئران وذكر البرنامج انه نحتاج للمزيد من المعلومات حتى نعرف الأخطار المتوقع حدوثها عند الإنسان.
عصير نبتة الصبار تم تسويقه كمدعم لصحة الجهاز الهضمي لكن لا وجود لدليل علمي أو حتى قبول تنظيمي لدعم هذا الاستخدام, المستخلص والكمية التي تستخدم لهذا الغرض أظهرت أن سميتها تعتمد على الجرعة المأخوذة 

### الطب الشعبي
تستخدم نبتة الصبار في الطب الشعبي لعلاج أنواع مختلفة من الاضطرابات التي قد تصيب الجلد. في الطب الهندي التقليدي المدعو أيورفيدا تستخدم استخلاصات من نبتة الصبار التي تسمى الباهرة أو الأغاف حيث أنها نبتة صبار معمرة. سجل أول استخدام طبي لنبتة الصبار في بردية إيبرس المصرية الطبية في القرن السادس عشر قبل الميلاد، وفي طب ديسقوريدوس وبيلينيوس الأكبر ضمن موسوعته (التاريخ الطبيعي) التي نشرها في منتصف القرن الميلادي الأول..
وورد ذكر نبتة الصبار أيضًا في مخطوطة يونانية قديمة نشرت في عام 512 ميلادية.
ويستخدم نبات الصبار في الطب الشعبي للعديد من الدول حول العالم.

### السلع
يستخدم الصبار على أنسجة الوجه حيث يتم الترويج لها على أنها مادة مرطبة ومضادة للتهيج حيث تقلل من حكة الأنف. شركات التجميل عادة ما تقوم بإضافة عصارة أو مشتقات أخرى من نبتة الصبار لمنتجاتهم كالمكياج، المرطبات، الصابون، واقيات الشمس،البخور، كريمات الحلاقة أو الشامبو. أوردت إحدى البحوث الأكاديمية ملاحظات حول احتواء العديد من منتوجات التعقيم على مستخلصات نبات الصبار قد يعود لأثاره المرطب والمليّن.
الاستخدامات الأخرى لنبات الصبار تشمل التخفيف من السائل المنوي للمساعدة على التخصيب الصناعي للأغنام ، كمادة حافظة للمواد الغذائية الطازجة  أو للحفاظ على المياه في المزارع الصغيرة  كما أشير إلى انه يمكن استخلاص وقود حيوي من بذور الصبار 

## السمية
في عام 2011 قام البرنامج الوطني للسموم بأجراء دراسات طويلة وقصيرة المدى عن سرطانية كامل ورقة الصبار في الجرذان والفئران، حيث تم وضع المستخلص في مياه الشرب المخصصة لهم. أوجدت الدراسة أدلة واضحة على التأثير المسرطن في الفئران ولكن لا دليل على تأثيره في الجرذان. في كلا الفئران والجرذان زادت كمية الكتل غير المسرطنة في مختلف الأنسجة. البرنامج الوطني للسموم يعتقد بأنه نحتاج للمزيد من الدراسات عن المستحضرات الفموية وتعرض الإنسان لها بينما المستحضرات الموضعية لا تزال تعتبر أمنة.
ابتلاع نبتة الصبار قد يؤدي إلى الإسهال الذي بدوره يؤدي إلى اختلال توازن الأيونات، خلل في الكلى، جفاف فموي، صداع وغثيان. بينما التطبيق الموضعي قد يسبب التهاب جلدي، احمرار أو تسمم ضوئي.

## ألياف نبات الصبار
الصبار نبات صحراوي له قدرة كبيرة على تحمل الحياة ضمن ظروف الصحراء القاسية حيث يستطيع البقاء حياً لسنين في شمس الصحراء الحارقة بدون ماء وينمو في تربة بالغة التدهور لا يمكن لنبات آخر النمو فيها، تعيش بعض أنواع الطيور الصحراوية في الصبار وتعتبره ملجأ آمن من أعدائها.
ويتميز نبات الصبار بخاصية التلاؤم مع عدم انتظام هطول الأمطار ويتميز بتكييف فيزيولوجي وهيكلي وظاهري يمكنه من النمو المتواصل أمام محدودية الموارد المائية.
تتسم أوراق الصبار بالسمك، وهي عريضة كثيفة لحمية خضراء اللون تغطيها بشرة شمعية وحافة الورقة عليها أشواك، سيقان النبات في السنوات الأولى من النمو قصيرة، وقد يصل ارتفاع النبات إلى المتر أو أكثر من ذلك بعد سنوات عديدة.
تنمو معظم الأنواع في المناطق الحارة الجافة وفي الغابات الاستوائية المطيرة وأيضا على الجبال. تختلف نباتات الصبار كثيرا في حجمها وأشكالها حيث ان للصبار أكثر من 200 نوع.
تركيبة الصبار:
يحتوى الصبار على 12.8% من السكر وعلى أحماض التفاح والبكتين والتانين وفيه 1% من المواد البروتينية، ويحتوى على الفوسفور وفيتامينات أ وج
السعرات الحرارية: 41
الكربوهيدرات: 9.57
الألياف:3.6

## أنواع الصبارات

### الآجاف
عديم الساق تقريباً الأوراق متراكمة ذات حواف مسننة مبرقشه باللون الأبيض أو الأصفر تنتهي الورقة بشوكة طرفية الشمراخ الزهري طويل يتكاثر بالأفرع الجانبية والبلابل التي تتكون علي حوامل الأزهار ( نباتات متناهية الصغر كاملة التكوين ) يمكن زراعته في الأماكن النصف ظليلة بشرط عدم الإسراف في ماء الري والزراعة في تربة جيدة الصرف.

### التين الشوكي
موطنهُ الأصلي دول أمريكا الجنوبية مثل الأرجنتين، وهو يزهر في الصيف وبطيء النمو لذلك هو مهدد بالانقراض. والنباتات الصغيرة منه لا تتحمل أشعة الشمس المباشرة لفترة طويلة، ولكن بعد أن يصبح عمرهُ أكثر من سنة أو سنتين يحتاج إلى الشمس للتكاثر وللإزهار. كما يحتاج لتربة جيدة التهوية.
الصبار نبات شوكي أوراقه التي نراها شوكية جدا. وتسمى كل ورقة «لوح صبار» نظرا لثقلها فهي سميكة وكثيفة. للصبار ثمار تؤكل في الصيف وهي لذيذة الطعم وتقشير هذه الثمار يتطلب الكثير من الحذر نظرا لكون الثمار شوكية أيضا وشوك الصبار صغير جدا ولا يكاد يرى بالعين المجردة ويلقط بسرعة بالجلد. تسمى ثمرة تين شوكي (صبار) تسمى كوز صبار وهنا تبدو كما نراها قبل قطفها. لب الثمر حلو المذاق ولكن البذور بداخله كبيرة الحجم نسبياً. تباع الثمار على مفارق الطرق والأسواق العامة في محافظة جنين في أشهر الصيف في بعض المناطق مثل قرية فقوعه في فلسطين.

### عمة القاضي
نبات كروي الشكل وقد يستطيل أحيانا بطول العمر مغطى بأشواك كثيرة قوية الأزهار حمراء أو صفراء تخرج في قمة النبات سريعة الذبول، ويتكاثر بالبذور، عادة يعمر لسنوات طويلة مع العناية به. ويعتبر من أجمل نباتات التنسيق الداخلي والحدائق الصخرية والمعارض.

### فيورسيريا
ساقة قصيرة جداً والأوراق طويلة عريضة سيفية متراكمة فوق بعضها، وزهرته طويله جداً بيضاء. ويمكن تربيته في أماكن نصف ظليلة في براميل يتكاثر بالبى بل التي تتساقط حوله وتجمع وتزرع.

### البروفوليم
نبات عصاري شجري قائم، والأوراق متقابلة في حلقات يتكاثر بالعقلة ومن سلالاته Btobiflorum
ويعرف بصبار ( ذيل الجمل ) وأوراقه كبيره في حلقات مبرومه لونها قرنفلي فاتح مبرقشه بالأخضر والأزهار حمراء برتقالية يزرع في الحدائق الصخرية والمناطق الجافة.

### سيراسيولا
أوراقه مستديرة لحد ما لحمية والسطح السفلي مبرقش والحواف ملساء، وازهاره كبيرة والنورات لونها وردي يمكن زراعته بالصوب، ويتكاثر بالعقلة.

### كالنشو
ساقة قائمة متفرعة الأوراق بيضية عريضة مفلطحة مسننه لونها أخضر فاتح مبرقشه بنقط أرجوانية متقابلة ناعمة الملمس لحمية والازهار بيضاء أو مصفرة في أواخر الشتاء والربيع يتكاثر بالعقلة الطرفية.

### ألوفيرا

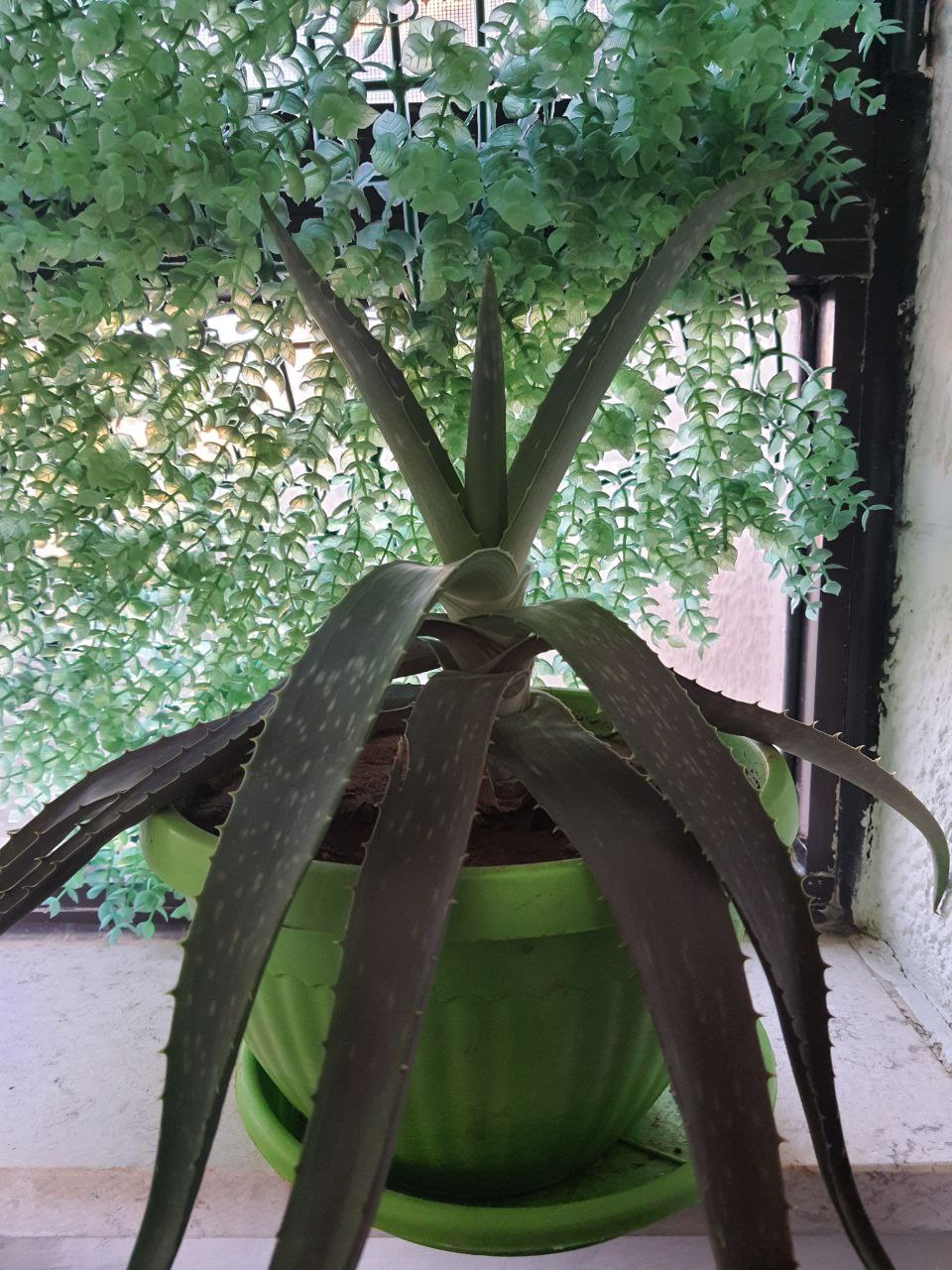
نبتة صبار من نوع الألوفيرا

هو من أهم نباتات الفصيلة الزنبقية، وهو نبات معمر أوراقه قاعديه متجمعة وتظهر من التربة علي هيئه باقة رمحيه أو خنجريه يتراوح طولها ما بين 20-30 سنتمتر وعرضها حوالي 4-6 سنتمتر قمتها مدببة تنتهي بشوكه حاده وحوافها عليها اشواك مدببة، عندما يكبر النبات في العمر تخرج منه ساق طويله تصل الي حوالي متر وأكثر، ويكون في قمته مجموعه من الازهار الأنبوبية ورمحيه ذات لون أصفر الي أحمر زاهي طبقا لنوع السلالة النباتية.

### اليوكا
نبات شجيري يصل لإرتفاعات كبيرة بالقدم والنبات له جذع واحد أو متفرع الأوراق ذات قمه حاده جداً سيفية مسننة الأزهار في نورات بيضاء أو منقطه بالأرجواني ذات رائحة عطرية، تتكاثر ليلاً بالفسائل والعقل الساقية يزرع في البراميل والأصص والمشايات علي الجوانب وخلفيه للحدائق الصخرية.

### الساغوارو
ويسمي الصبار العملاق حيث يصل ارتفاعه الي 18 متر ومحيطه 0.6 وتتفتح أزهاره في الربيع على أطراف الساق والفروع. وهو شجرة عارية الأوراق لها جذع سميك وأفرع طويلة متجهة إلى أعلى.

### صبَّار الرجل العجوز
له غطاء من الشعر الأبيض يحميه من الشمس. ويعتبر هذا الصبَّار عديم الأشواك، ومن النباتات المفضلة في المنازل.

## المكونات الكيميائية للصبار
يحتوي الصبار علي غلوكوزيدان انتراكينونيه وأيضا باربالوئين ومركب
كما يحتوي على مواد راتنجية وأحماض عضوية ومتعددة Aloe-emodin السكاكر وبعض المعادن. ويوجد في أوراق نبات الصبار مادة هلاميه، وثبت أن المادة الهلامية تحتوي علي 0.542% مواد صلبة، 42% مواد كربوهيدراتية، 1.95% نيتروجين، 0.113% مواد دهنية. ويحتوي نبات الصبار علي غليكوزيدات الالوين والبارالوين كما توجد بعض الأحماض العضوية مثل السينامك ومادة الأمودين والإنثراكينون أستيرولات وتختلف المواد الفعاله تبعا للنوع النباتي.

## الأجناس
أجناس هذه الفصيلة:
- كود سباركل
- تحديث القائمة

فُصيلة:صباراوات 
اسم علمي: Cactoideae

فُصيلة:صبيراوات 
اسم علمي: Opuntioideae

## وصلات خارجية
- معلومات غذائية عن الصبار
- انظر أيضًا نبات الصبر

## اقرأ أيضا
- بيتالين
- أنثوسيان
- كاروتينات
- كليستوكاكتس